# Церковь Космы и Дамиана на Маросейке
Церковь бессребреников Космы и Дамиана Ассийских на Маросейке — приходской православный храм в Басманном районе Москвы. Входит в состав Богоявленского благочиния Московской епархии Русской православной церкви.
Храм расположен в Белом городе. До 1922 года переулок, отходящий от Маросейки у апсиды церкви, назывался по ней Козьмодемьянским (Космодамианским). Несмотря на относительно небольшой размер, церковь до сих пор является выразительной доминантой района.

## История

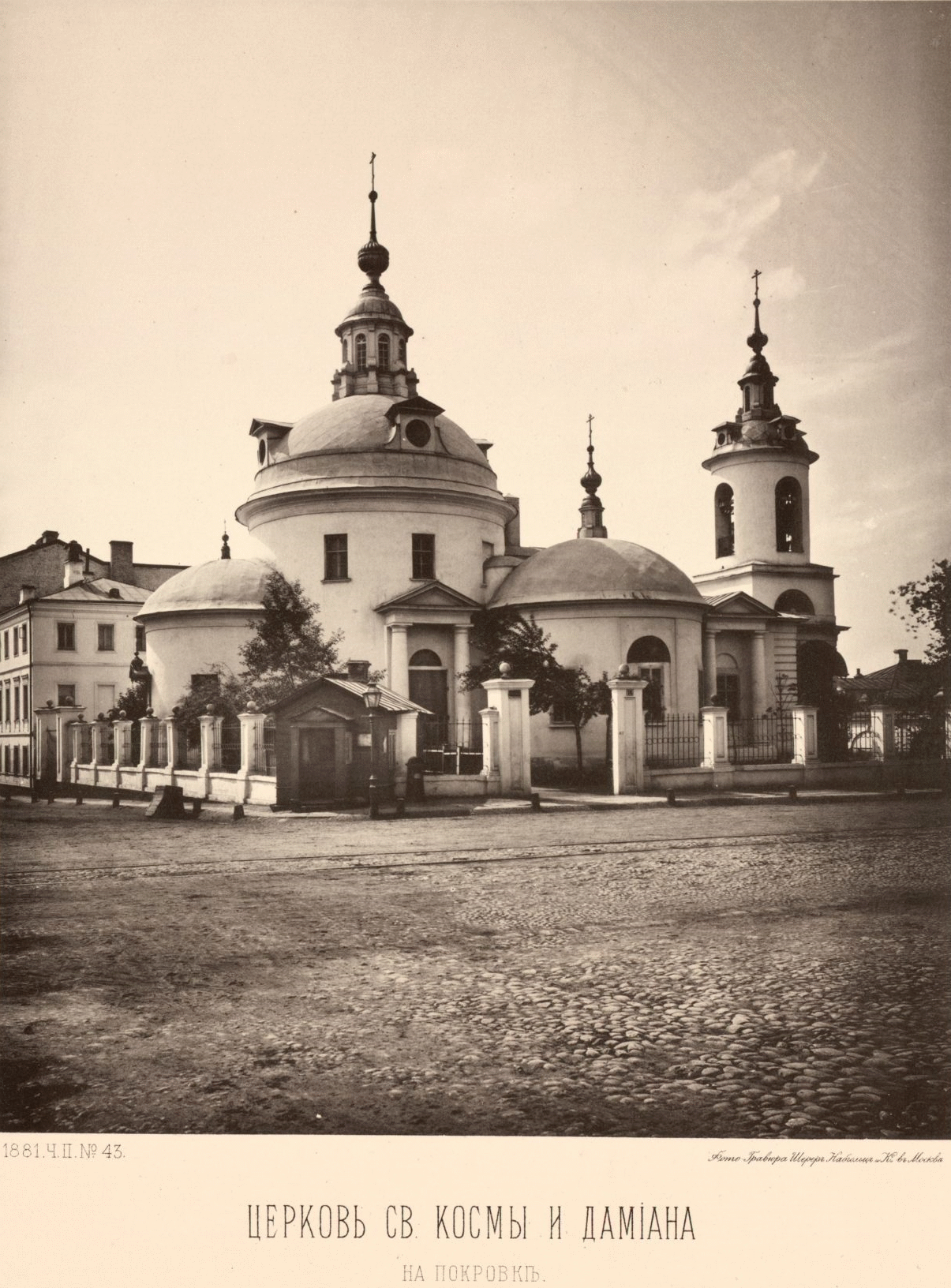
Фотография 1881 года (из альбома, изданного Николаем Найдёновым в 1883 году).

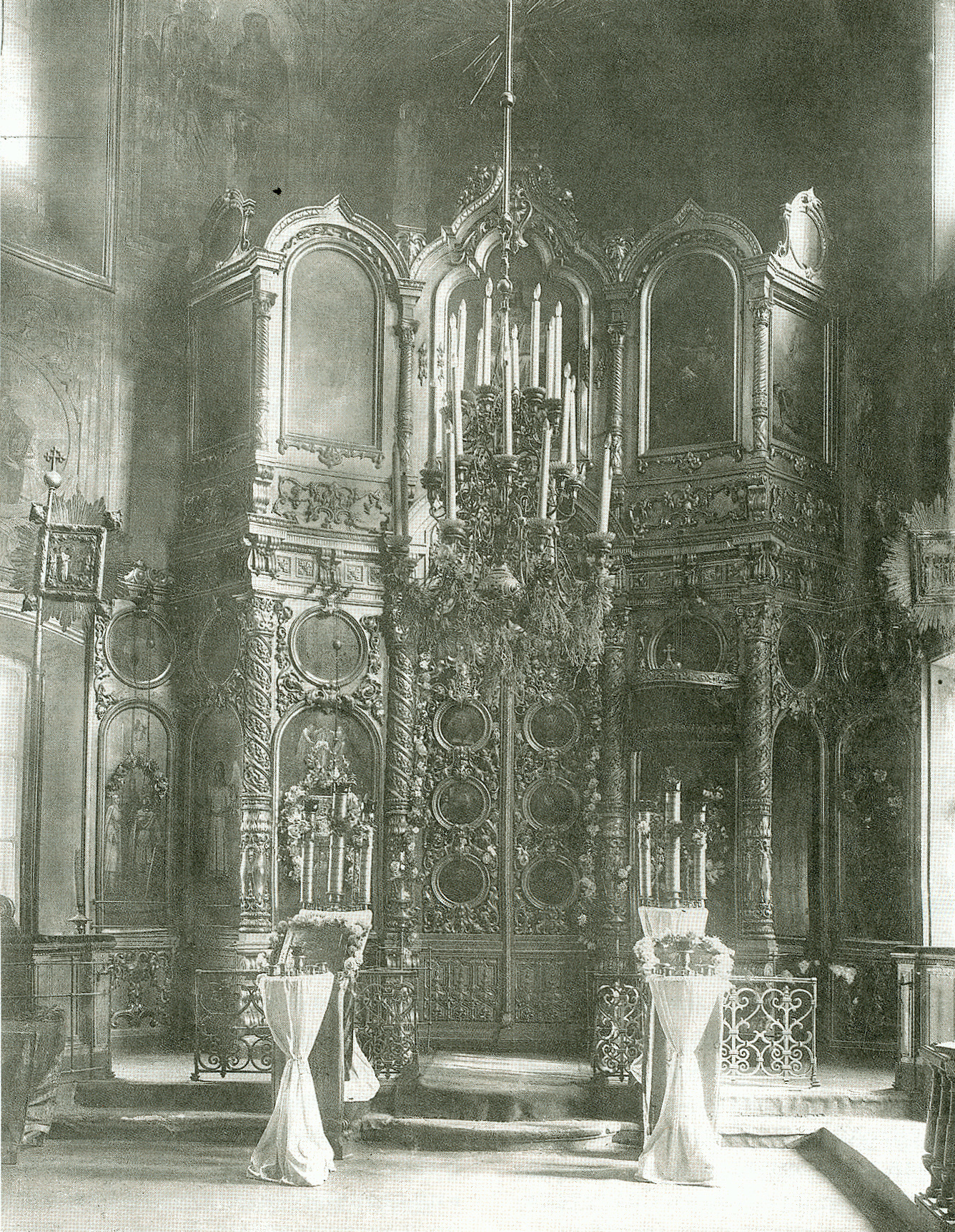
Главный иконостас. Фото начала XX века. ГНИМА

Деревянная церковь на месте нынешней упоминается сгоревшей в 1547 и 1629 годах. Старая каменная церковь, стоявшая на месте нынешней, упоминается в летописи в 1639 году.
Существующая церковь выстроена по проекту Матвея Казакова в 1791—1793 годах на месте древней обветшавшей церкви. Отделка закончена к 1803 году. Строительство велось на средства М. Р. Хлебникова, владельца дома, стоявшего по другую сторону улицы (Маросейка, 17).
Церковь Космы и Дамиана была основательно отремонтирована прихожанами в 1893 году.
После падения монархии церковь была закрыта в конце 1920-х годов. В ноябре 1929 года вышло постановление снести ограду под предлогом расширения движения. В начале 1930 годов планировалось снести церковь полностью. Власти разрешили перед сносом провести реставрационную фотофиксацию и обмеры.
Внутри церкви был устроен склад, а перед ним — пивная. В 1950-е годы пивную сломали. В 1950—1960-х годах внутри размещалась макетная мастерская; в 1965 году — клуб автомототуристов. В 1958 году на фасадах церкви была проведена научная реставрация, восстановлены золочёные главы и кресты. Интерьер храма тогда так и остался перестроенным.
В 1972 году вокруг церкви была возведена новая ограда — по образцу прежней, но не вполне её повторяющая. Тогда же позади храма выстроили высокое административное здание-коробку из стекла и пластика чёрного цвета. В публикациях того времени строительство этого административного здания подавалось как удачное сочетание нового и старого.
В 1992 году церковь временно передали для размещения библиотеки Академии живописи, ваяния и зодчества, однако уже через год она была возвращена Русской православной церкви. Постепенно были разобраны перекрытия советского времени и восстановлены первоначальные объёмы интерьера церкви. Возведён новый центральный иконостас, и восстановлены иконостасы приделов.
В 1892—1901 годах в церкви служил священник Николай Романский.

## Архитектура

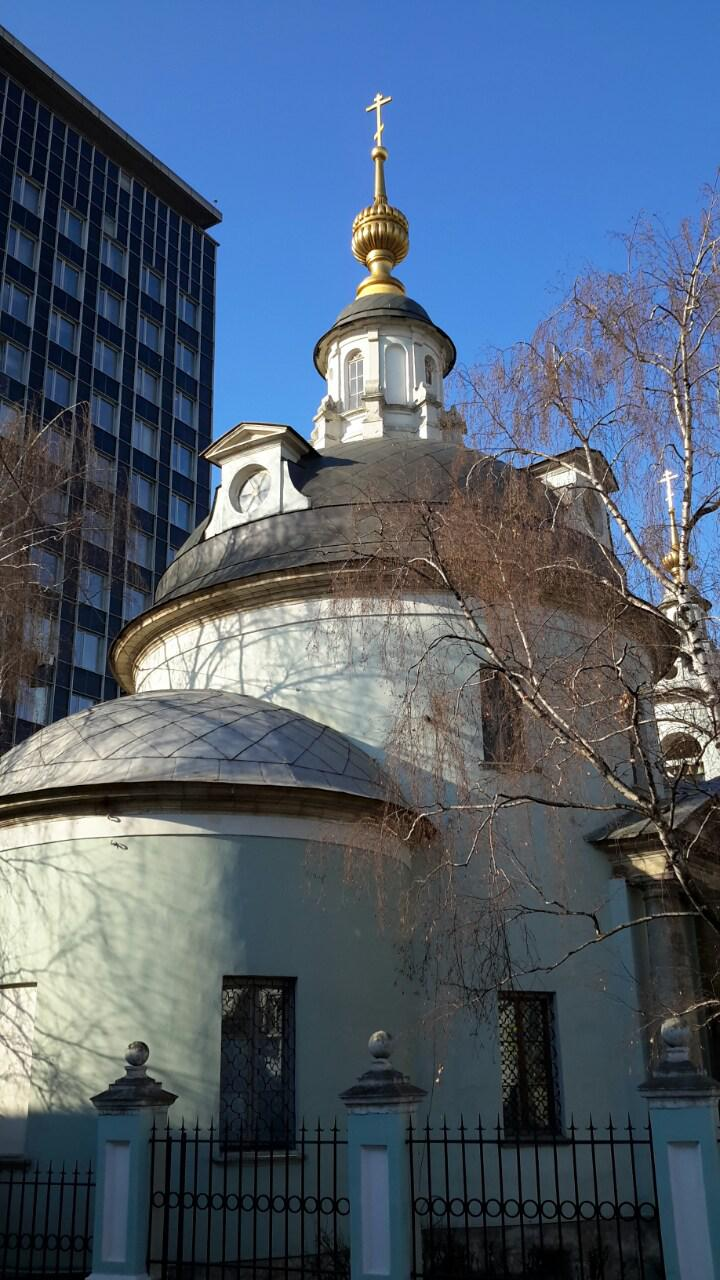

Композиция церкви необычна. В её основе находятся четыре цилиндрических объёма: основная часть церкви, её апсида и приделы, равные по высоте апсиде. С западной стороны примыкают кубическая трапезная и колокольня, поставленные по продольной оси сооружения. По бокам приделов симметрично поставлены двухколонные портики. Трудная задача объединения группы цилиндрических объёмов решена зодчим с удивительным мастерством.
Церковь Космы и Дамиана считается одним из наиболее ярких программных памятников зрелого московского классицизма. Развитие классицизма в направлении всё большего лаконизма выдвигало на первый план пластику основных масс здания, а здесь эта тенденция была выражена с наибольшей полнотой.
В храме идут постоянные богослужения. Главный престол освящён в честь иконы Христа Спасителя, исцелившего расслабленного, приделы — Космы и Дамиана и Никольский.

## Духовенство
- Настоятель храма — протоиерей Феодор Бородин
- Протоиерей Валерий Буерин
- Иерей Сергий Чураков[1].

## Известные прихожане
Среди прихожан храма были знаменитые русские литераторы: Ф. И. Тютчев, Ф. М. Достоевский.